# La Clotte
La Clotte é uma comuna francesa na região administrativa da Nova Aquitânia, no departamento de Charente-Maritime. Estende-se por uma área de 17,84 km². Em 2010 a comuna tinha 720 habitantes (densidade: 40,4 hab./km²).